# Соколов, Михаил Владимирович (журналист)
Михаи́л Влади́мирович Соколо́в (род. 19 мая 1962, Петрозаводск) — российский журналист, историк, радиоведущий, политический обозреватель. Кандидат исторических наук. Многолетний ведущий авторских программ на радиостанциях «Эхо Москвы» и Радио «Свобода».

## Биография
Родился в 1962 году в городе Петрозаводск. В 1984 году окончил факультет журналистики МГУ им. М. В. Ломоносова.

### Журналистская работа
В 1983—1985 годах работал в газете «Советская Россия». В 1985—1992 годах — специальный корреспондент еженедельника «Собеседник».
С 1990 года — на Радио «Свобода»: корреспондент, обозреватель, ведущий авторских программ «Лицом к событию» и «Время политики».
Автор проекта «Продолжительность жизни» на Радио «Свобода» (2002—2014): беседы с русскими эмигрантами XX века.
С 2012 по 2022 год — на радиостанции «Эхо Москвы». Вёл авторскую программу «Цена Революции».
3 июня 2022 года Минюст России внес Соколова в реестр СМИ — «иностранных агентов».

### Научная работа
Область научных интересов — политическая история России XX века, история русской эмиграции XX века, история российских революций.
В 2011 году в Российском государственном гуманитарном университете защитил диссертацию на соискание учёной степени кандидата исторических наук. Тема работы: «„Крестьянская Россия“ — Трудовая крестьянская партия: создание, этапы развития, механизм функционирования (1920—1953 гг.)» (научный руководитель — В. Д. Зимина; специальность 07.00.02 — Отечественная история).
Автор многочисленных статей по истории России и монографии «Соблазн активизма: Русская республиканско-демократическая эмиграция 20—30-х гг XX века и ОГПУ СССР» (2011).

## Награды и премии
- 1991 — Премия Президента медиакорпорации RFE/RL («Радио Свободная Европа»/Радио «Свобода»)[3]
- 1993 — Медаль «Защитнику свободной России»[10]

## Научные труды

### Монография
- Соколов М. В. Соблазн активизма: Русская республиканско-демократическая эмиграция 20—30-х гг. XX века и ОГПУ СССР. — М.: Азбуковник, 2011. — 549 с.[11] — ISBN 978-5-91172-039-1

Рецензии на монографию:
- Артемьев Максим. За крестьян — но без крестьян // НГ-Exlibris, 3.11.2011
- Базанов П. Н. Рецензия на монографию М. В. Соколова // Вестник Санкт-Петербургского государственного института культуры. 2012. № 3 (12). С. 185—186.

### Основные статьи
Статьи в рецензируемых научных журналах из перечня ВАК:
- Соколов М. В. Из истории республиканско-демократического крыла русской эмиграции // Новая и новейшая история. 2008. № 2. С. 172—183.
- Соколов М. В. (в соавт. с П. Н. Базановым). Своим путем. «Крестьянская Россия», она же трудовая крестьянская партия // Родина. 2008. № 2. С. 74—79.
- Соколов М. В. Война в эфире. Русская эмиграция в попытках радиовещания на СССР // Родина. 2008. № 11. С. 97—102.
- Соколов М. В. «Террористический акт должен исполнить роль детонатора…» // Родина. 2011. № 5. С. 126—129.
- Соколов М. В. Дело «Реставрация». Ташкентская (1930 г.) платформа Партии социалистов-революционеров // Российская история. 2012. № 4. С. 146—155.
- Соколов М. В. Провал ЦБ эсеров в Ленинграде // Родина. 2012. № 7. С.130—134.

Прочие статьи:
- Соколов М. В. Эмиссары Заграничной делегации РСДРП(м) в СССР // Русский Сборник: Исследования по истории России Т. XXV. — М.: Модест Колеров, 2018. C. 7—54.
- Соколов М. В. Евразиец пишет генералиссимусу. (По материалам архивно-следственного дела П. Н. Савицкого). Исследования по истории русской мысли. 2012/2014 // Издатель Модест Колеров. — М.: 2015. С. 496—542.
- Соколов М. В. Пражский репортаж перед расстрелом: Александр Потехин. «Лицо эмиграции» // Русский сборник. Т. XVI. Издатель Модест Колеров. — М.: 2014. С. 295—362.
- Соколов М. В. «Гегемон» и оппозиция: «Нам придется добывать другую свободу» // За справедливость и свободу: Рабочее движение и левые силы против авторитаризма и тоталитаризма: история и современность. Материалы международной научно-практической конференции (Москва. 3—4 ноября 2012 г.) — М.: Книжный дом «ЛИБРОКОМ». 2014. С. 32—44.
- Соколов М. В. Трактат для ОГПУ: Борис Шабер. «Народничество на рубеже 2-й пятилетки» (1933) // Русский сборник. Т. XIII. Издатель Модест Колеров. —М.: 2012. С. 145—269.
- Соколов М. В. Русская эмиграция и радиовещание на СССР // Эмигрантика/Emigrantica. Периодические издания русского зарубежья: вопросы источниковедческой критики. Сборник материалов международной конференции 16 октября 2011 года. — СПб.: Изд. С.-Петерб. ун-та. 2012. — С. 219—242.
- Соколов М. В. Василий Святополк-Мирский. Письма из России // Посев. 2011. № 5 (1604) С. 32—35.
- Соколов М. В. Политическая и издательская деятельность Сергея Маслова в эмиграции в 1921—1924 гг. // Деятели Книги: Михаил Николаевич Куфаев (1888—1948). Сб. научн. тр. по материалам XV Смирдинских чтений. — СПб.: СПбГУКИ. 2010. С. 77—86.
- Соколов М. В. П. Н. Милюков в поиске контактов с оппозицией внутри СССР в 20-е гг. По материалам ГАРФ и ЦА ФСБ // Мыслящие миры российского либерализма: Павел Милюков (1859—1943). Материалы Межд. научного коллоквиума. Москва. 23-25 сентября 2009 г. — М.: Дом русского зарубежья им. А. Солженицына. 2010. С. 173—189.
- Соколов М. В. Партия «Крестьянская Россия» и советский «железный занавес» // Нансеновские чтения 2008. РОО ИКЦ «Русская эмиграция». — СПб.: 2009. С. 64—82.
- Соколов М. В. Проблемы русской эмиграции 1930-х гг. на страницах журнала «Знамя России» // Периодическая печать российской эмиграции. — М.: ИРИ РАН. 2009. С.193—235.
- Соколов М. В. (в соавт. с П. Н. Базановым). «Крестьянская Россия» — Трудовая крестьянская партия: из истории политического активизма русской эмиграции // Клио. 2009. № 1. С. 62—69, № 2. С. 78—83.
- Соколов М. В. Другая жизнь Бориса Евреинова // Новый журнал. — Нью-Йорк: 2008. Кн. 251. С. 378—404.
- Соколов М. В. «Крестьянская Россия» в Праге // Дом в изгнании. Очерки о русской эмиграции в Чехословакии 1918—1945. — Прага: RT+RS Servis. 2008. С. 203—214.
- Соколов М. В. Альфред Бем. Надо «душу живу» сохранить // Дом в изгнании. Очерки о русской эмиграции в Чехословакии 1918—1945. — Прага: RT+RS Servis. 2008. С. 303—309
- Соколов М. В. Ян Славик, русская эмиграция и радиовещание из Чехословакии на Советскую Россию // Русское слово. 2008. № 6-7. С. 42—48.
- Соколов М. В. С. С. Маслов в эмиграции // Маслов С. С. Колхозная Россия. — М.: Наука. 2007. С. 57—76.
- Соколов М. В. Создание Республиканско-демократического союза // Диаспора. Вып. VI: Новые материалы. — СПб.: 2004. С. 174—262.
- Sokolov M. Jan Slavik, the Russian Emigration and Broadcasting from Czechoslovakia into the Soviet Union // Prague Perspectives (III). Jan Slavik (1885—1978), a Czech Historian of Revolutions. — Prague: National Library of Czech Republic, Slavonic Library. 2009. С. 223—240. (Англ. яз.) / («Ян Славик, русская эмиграция и радиовещание из Чехословакии на СССР»).
- Sokolov M. Jan Slavik, ruska emigrace a rozhlasove vysilani z Ceskoslovenska do sovetskeho Ruska // Zivot plny stretu. Dilo a otkaz historika Jana Slavika (1885—1978). Sest. Lukas Babka a Petr Roubal. Pavel Mervart/Narodni knihovna CR. — Praha: Slovanska knihovna. 2009. С. 247—266. (Чешск. яз.) / («Ян Славик, русская эмиграция и радиовещание из Чехословакии на СССР»).

## Интересные факты
- В августе 1991 года, после ликвидации ГКЧП Михаил Соколов собственноручно написал текст проекта президентского указа, который 27 августа того же года был подписан Президентом России Борисом Ельциным. Данным указом Радио «Свобода» было легализовано в России, получив право свободного вещания на территории страны[12].